# Spiritualismus (Philosophie)

Schichtenlehre des Aristoteles – Zum besseren Verständnis des Begriffs „Hyle“ (= Materie, Körper) siehe die aristotelische Lehre des Hylozoismus. Die Spitze der Pyramide stellt im Zusammenhang der Lehre von Descartes die „unausgedehnte“ res cogitans (Denken) dar, die Basis die „räumlich ausgedehnte“ res extensa (Körper).

Mit Spiritualismus (abgeleitet von lateinisch spiritus = Geist) wird in der Philosophie und Psychologie eine Variante des Leib-Seele-Problems bezeichnet. Sie behandelt die Aufgabe der psychophysischen Korrelation, also der Wechselwirkung zwischen den durch René Descartes (1596–1650) beschriebenen beiden Substanzen der res extensa und res cogitans unter Hervorhebung des geistigen bzw. seelischen Standpunkts. Die philosophische Richtung des Spiritualismus nimmt unterschiedliche Positionen an, so z. B. dass die Wirklichkeit geistig bestimmt ist, dass das Körperliche eine Erscheinungsweise des Geistes darstellt, als ein Produkt des Geistes anzusehen ist, ja sogar durch Geistiges verursacht ist, dass die Außenwelt nur in der Wahrnehmung vorhanden ist oder nur als Vorstellung oder gar nicht existiert. Entsprechend der Schichtenlehre werden alle diese Wirkungen als Abwärts-Effekte bezeichnet.

## Vertreter des Spiritualismus
Die Vertreter des Spiritualismus sind nicht als völlig einheitliche Gruppe zu verstehen, auch wenn sie geistesgeschichtlich weitgehend der Aufklärung zugeordnet werden können. Infolge ihrer ganz unterschiedlichen kritischen Bewertung ist dies nachvollziehbar, vgl. Kap. Kritik.
Carl Gustav Jung (1875–1961) weist auf die idealistische Einstellung in den USA hin, die dahin geht, das Beste aus einem Menschen herauszuholen. Damit meint er eine ganz bestimmte „heroische Haltung“, die sich in einer Neigung zum Erringen von Weltrekorden niederschlägt. Das große Land der unbegrenzten Möglichkeiten erwarte diese „Größe“ auch von seinen Bewohnern. In diesem Zusammenhang erwähnt er das Entstehen von Geheimbünden. Sie sollen der Leistungssteigerung im Wettkampf dienen. Dabei habe Amerika die Geister des Spiritualismus wiederentdeckt, die bereits in der indianischen Naturbevölkerung vorhanden waren. In Nordamerika sieht Jung ein traditionelles Ursprungsland zur Fortsetzung urtümlicher animistischer Bräuche. Die Geistheilungen der Schamanen und die Heilung von Krankheiten durch Christian Science seien auf diese Weise zu verstehen.
In Indien ist die dem Weisen Patanjali (2. oder 4. Jahrhundert v. Chr.) zugeschriebene Gründung des Yoga Ausdruck der Vereinigung des göttlich-spirituellen Wesens mit den Menschen. Die Hervorhebung des geistig-seelischen Standpunkts wird vor allem in den asketischen Übungen des Hatha-Yoga deutlich.
Peter R. Hofstätter (1913–1994) nennt als Vertreter des Spiritualismus den irischen Philosophen und Theologen George Berkeley (1685–1753), den deutschen Pädagogen und Philosoph Friedrich Paulsen (1846–1908) und den deutschen Philosophen Arthur Schopenhauer (1788–1860). Schopenhauer ist bekannt durch sein Werk „Die Welt als Wille und Vorstellung“.
Geistesgeschichtlich überschneidet sich die Lebenszeit von George Berkeley (1685–1753) mit der des älteren John Locke (1632–1704) und der des jüngeren David Hume (1711–1776). Berkeley war wie sie dem Sensualismus seiner Zeit verbunden. Dessen Grundsatz „nihil est in intellectu quod non prius fuerit in sensibus“ wurde von Locke formuliert (Im Geist bzw. Verstand ist nichts, was nicht vorher in den Sinnen gewesen wäre). Für Hume war der Sensualismus eine Vorbedingung des Empirismus. Als Anhänger dieser Lehre, nach der alle Erkenntnis, auch die rationale, ihren Ursprung in der Wahrnehmung hat, bestimmte Berkeley das Sein als Wahrnehmung („esse = percipi“) und hob sich damit vom Grundsatz des Descartes „cogito ergo sum“ ab, wonach das Sein durch das Denken bestimmt ist. Nach Berkeley besteht keine vom Wahrnehmen und Denken unabhängige Außenwelt. Die Wirklichkeit ist durch unsere Vorstellungen bestimmt, soweit es sich nicht um Phantasien, Träume usw. handelt. Bereits Thomas Willis (1621–1675) hatte aufgrund von anatomischen Studien ein erstes neurologisch-psychologisches System beschrieben. Auch René Descartes (1596–1650) hatte mit Hilfe der Zirbeldrüse ein quasi neurologisches Konzept für die Interaktion zwischen beiden von ihm beschriebenen Substanzen entwickelt. Dies erwies sich jedoch mehr und mehr als unhaltbar und wurde daher durch die von Gottfried Wilhelm Leibniz (1646–1716) entwickelte Modellvorstellung des psychophysischen Parallelismus als Konsequenz seiner Monadenlehre abgelöst. Bereits die Bezeichnung „Monade“ (abgeleitet von altgriechisch μόνος (monos) = einer, allein, einzig, nur) weist auf den Versuch einer Überwindung des Descarteschen Dualismus hin.
Klaus Dörner (1933–2022) betrachtet das Auftreten des Spiritualismus auch als gesellschaftlich mitbedingt. Es habe den Vertretern des Spiritualismus der Aufklärung ein universelles Bedürfnis entsprochen. Er verweist in diesem Zusammenhang nicht nur auf Emanuel Swedenborg (1688–1772) und Alessandro Cagliostro (1743–1795), sondern reiht in diesen Zusammenhang auch Franz Anton Mesmer (1734–1815) ein. Sie konnten wohlweislich nicht auf magische Praktiken verzichten. Obwohl Dörner anerkennt, dass Swedenborg durch das Leib-Seele-Problem zum Spiritualismus geführt wurde, hält er das theoretische Fundament der psychotherapeutischen Situation bei ihm nicht für genügend gesichert. – Swedenborg hat sich allerdings auch durch seine Beteiligung an Lokalisationsstudien am Gehirn einen Namen gemacht. Die phantastischen und publikumswirksamen Arrangements der mesmerischen Behandlung – so sagt Dörner weiter – hätten eine Polarisierung der rationalistischen Gesellschaft beschleunigt, obwohl sich Mesmer selbst als Aufklärer verstand. Zur unternehmerischen und organisatorischen Konsolidierung seiner Aktivitäten wurden Aktien ausgegeben. Ein Geheimbund ›Ordre de l’Harmonie‹ wurde gegründet.

## Komplementarität
Spiritualismus ist theoretische Voraussetzung nicht nur für psychodynamisches und psychogenetisches Denken, sondern auch für sich hierauf beziehende Wissenschaften wie Tiefenpsychologie und Psychosomatische Medizin. Häufig wird der Spiritualismus als Idealismus bezeichnet. So gesehen kann der Spiritualismus auch als Gegenstück des Materialismus aufgefasst werden. Der Materialismus leitet das Geistige vom Materiellen ab, was wiederum die theoretische Voraussetzung darstellt für Wissenschaften wie Psychophysiologie, Psychopharmakologie usw. Allerdings weist bereits innerhalb der Pharmakologie der Placeboeffekt wieder auf das spirituelle Prinzip hin. Beide Prinzipien sind somit als miteinander verbunden anzusehen. „Placebo domino“ ist das Anfangswort eines Psalmverses. Auch kann die Pharmakologie nicht erklären, weshalb infolge biochemischer Abläufe im Gehirn gefühlsmäßige psychische Vorgänge bewirkt werden (Qualia).
Nach dem aus der Physik abgeleiteten Komplementaritätsprinzip von Niels Bohr (1885–1962) sind z. B. gegensätzliche Theorien wie die Wellen- und Korpuskeltheorie des Lichts nicht als zwingende Veranlassung anzusehen, ihren Wahrheitsgehalt in Frage zu stellen. Ihre Gegensätzlichkeit im Sinne einer formalen Logik kann im Licht der Erfahrung dennoch zu vereinheitlichender Haltung auffordern mit dem Ziel einer für beide Seiten durchaus nützlichen Ergänzung verschiedener und gegensätzlicher Gesichtspunkte (Konvergenz). Die mikrophysikalische Forschung und die theoretische Physik (Quantenphysik und Relativitätstheorie) haben erwiesen, dass die Dimensionen Raum und Zeit nicht unabhängig voneinander sind, vgl. Kap. Kritik.
Wenn der Raum nach Descartes als die Dimension der als unbelebt geltenden Körper (res extensa) zu gelten hat, so hat bereits Immanuel Kant (1724–1804) darauf hingewiesen, dass die Zeit als „Form des inneren Sinnes, d. i. des Anschauens unserer selbst und unseres inneren Zustandes“ gelten müsse. Dies weist auf psychische Qualitäten der Zeit hin als eines „Mediums aller synthetischen Urteile“.
Für Hannah Arendt (1906–1975) stellt der Spiritualismus das Gegenstück des Hedonismus dar. Sie sieht die Umkehrung von Denkgewohnheiten wie Realismus und Nominalismus, Transzendenz- und Immanenzphilosophie, Idealismus und Materialismus, ja kultureller Leitbilder als ein keineswegs außergewöhnliches Ereignis an. Bereits Platon (427–347 v. Chr.) habe in seinem Höhlengleichnis auf die notwendige Umkehr (περιαγωγὴ τη̃ς ψσυχη̃ς) des Philosophen hingewiesen. Das habe auch Karl Marx (1818–1883) getan mit seiner Aufforderung, die Philosophie Hegels „vom Kopf auf die Füße“ zu stellen (siehe die Grundlagen des Dialektischen Materialismus).

## Kritik
Kritik am Spiritualismus richtet sich wie so viele andere Kritik an psychologischen Konzepten vor allem gegen eine Verabsolutierung. Wenn auch vereinheitlichende Modellvorstellungen als Motor für die Weiterentwicklung der dualistischen Konzeption von Descartes zu betrachten sind, so ist eine monistische Auffassung etwa im Sinne der Identitätsphilosophie ausgehend von Benedictus de Spinoza (1632–1677) bis hin zu Friedrich Wilhelm Schelling (1775–1854) insbesondere dann wenig akzeptabel, wenn sie ausschließlich metaphysisch oder aber ausschließlich im Sinne eines naturwissenschaftlichen Reduktionismus gesehen wird. – Eine Beurteilung nach Kriterien des Zeitgeists hält Klaus Dörner ebenfalls für wenig fruchtbar (so etwa im Sinne von „Aufklärer - Gegenaufklärer“).
Karl Marx (1818–1883) hat sich der Forderung nach einer einheitlichen philosophischen Betrachtung und Interpretation von Natur- und Geistprozessen angeschlossen. Er kritisiert jedoch die Vorstellung eines unveränderlichen, allgemeinverbindlichen und absoluten Seins und fordert die Wechselwirkung zwischen „Basis“ und „Überbau“.

Kontinuum diagnostischer Kategorien bzw. Frage der Übergänge zwischen körperlichen und seelischen Erkrankungen

Carl Gustav Jung (1875–1961) hat die verabsolutierenden Spielarten des Spiritualismus und Materialismus als „metaphysische Vorurteile“ bezeichnet. Eine vereinheitlichende Anschauung dieser Gegensätzlichkeiten im Hinblick auf die unzweifelhafte „Erfahrung“ unterschiedlicher psychischer Phänomene sei da eher angebracht. Diese Einheit sieht Jung dann als gegeben an, wenn der Materie ein gewisser geistiger (psychischer) und dem Geist ein gewisser materieller Aspekt beigemessen wird. Die erste geistige Annahme ist u. U. mit feinstofflichen Erkenntnissen der Mikrophysik zu verdeutlichen (z. B. → Unschärferelation). Die zweite Annahme ist geläufiger und ergibt sich u. a. aus der Beobachtung der Wirkung biochemisch hirnwirksamer Substanzen (Genussmittel und Pharmaka), vgl. oben. Die kausalen Naturgesetze und die akausalen psychogenetischen Abläufe fasste Jung unter dem Begriff der Synchronizität zusammen (Synchronizität = Gleichzeitigkeit, vgl. auch das frühere in ähnlichem Zusammenhang formulierte Uhrengleichnis). Das mathematisch-naturwissenschaftliche Denken erlaubt die Annahme eines Kontinuums zwischen körperlichen und seelischen Prozessen, vgl. die Abb.
Peter R. Hofstätter (1913–1994) merkt kritisch zur Verabsolutierung spiritualistischer Positionen an, dass zu stark verallgemeinernde Aussagen wie »Es gibt nur Geistiges« und »Es gibt nur Materie« nicht miteinander verglichen werden können. Beide Aussagen schließen sich gegenseitig aus, erscheinen inkommensurabel. Es gibt daher kein vermittelndes Argument der Verifikation. Hofstätter weist auch hin auf die in vielen Sprachen feststellbare etymologische Verwandtschaft von lateinisch spiritus = Hauch. Daraus kann rein sprachlich auf die Annahme eines feinstofflichen Charakters psychischer Qualitäten geschlossen werden.